# 陳廷敬
陳廷敬（1638年12月31日—1712年5月23日），原名陈敬，字子端，號說岩，晚號午亭山人，山西澤州直隸州（今晋城市阳城县）皇城村人。清朝政治人物，入仕五十三年，官至文淵閣大學士兼吏部尚書，《康熙字典》主編。卒謚文貞。

## 生平
陈廷敬原名陈敬，明崇祯十二年（1638年）生于山西澤州直隸州皇城村。順治十五年（1658年）考中戊戌科進士，選庶吉士，因與庶常館翰林院通州陳敬（順治官員）重名，故順治帝賜“廷”字，改名廷敬。康熙帝即位，陳廷敬深得賞識。康熙十七年（1678年）秋七月丙寅，與葉方藹一起入直南書房。累迁翰林院掌院学士。
康熙二十三年（1684年），授吏部左侍郎兼管戶部錢法，將制錢含銅量減低，以免制錢被大量鎔鑄取銅，九月，晉升左都御史，仍兼管户部钱法。
康熙二十五年（1686年），迁工部尚书，与徐学奏进《鉴古集览》，奉诏任纂修《三朝圣训》，《政治训典》，《方略》，《大清一统志》，《明史》等书，任总裁。
康熙二十七年（1688年），前湖廣巡撫张汧因“贪污银九万余两”獲罪。陈廷敬為其兒女親家，上《俯沥恳诚祈恩回籍以安愚分疏》，谢罪原官解任，但每四日仍須進內廷侍候康熙讀書，可見康熙非常喜歡陳廷敬侍讀。兩年後重新起用為左都御史。
1691年，任會試正考官、刑部尚書。
1692年，父卒，回鄉守制兩年後，授戶部尚書。
1699年，轉吏部尚書。
康熙四十二年（1703年），拜文渊阁大学士兼吏部尚书，值经筵。
1705年，扈從康熙南巡。
1707年，再扈從康熙南巡。
康熙四十九年（1710年）十一月以耳病乞休，獲允。次年五月，大學士張玉書卒，李光地患病未愈，陳廷敬又应詔入直。
康熙五十一年（1712年）三月，陳廷敬病剧，四月去世。康熙帝亲作挽诗哀悼，謚文貞。《清史稿》有传。

## 著作
陳廷敬生平好學，詩、文、樂皆佳。與清初散文家汪琬，著名詩人王士禎皆有往來，“皆能得其深處，而面目各不相假”。康熙對陳廷敬有“房姚比雅韻，李杜並詩豪”的評價。乾隆皇帝親書“德積一門九進士，恩榮三世六翰林”的楹聯，對陳廷敬及其家族予以褒獎。 
康熙四十九年（1710年），皇帝命張玉書、陳廷敬領導編纂一部大型字典。後張玉書病逝，陳廷敬獨任總裁官。陳廷敬編纂《康熙字典》付出了極大的心力，親自審閱文稿、編訂目錄、考校典籍、查閱大量古代辭書。這部字典是在前人《字匯》和《正字通》的基礎上補充而成的，共收四萬七千多字，是清代最大的字典。陳廷敬工詩文，器識高遠，文詞淵雅，有五十卷《午亭文編》收入《四庫全書》，其中詩歌二十卷，還有《午亭山人第二集》三卷等作品。

## 家庭

### 妻子
- 王氏

### 子女
- 大兒子陳謙吉，江南淮安府河務同知。
- 二兒子陳豫朋，刑部郎中、廣東道監察御史、提督湖南學政。
- 三兒子陳壯履，翰林院侍讀學士，欽差到衡山祭祀時，繞道騷擾地方，被革去侍讀學士，重新當翰林院編修。與揚州八怪的金農為好友。
- 女兒 陳采薇

## 遺跡
陈廷敬在家乡所建的午亭山村保留至今。

## 评价
陈廷敬颇有清名，受康熙评价为“宽大老成，几近完人”。长篇历史小说《大清相国》塑造了以其为主要代表的大臣群相，王岐山任北京市长时曾向同僚推荐该书。

## 皇城陈氏
皇城陈氏在明清两代，科甲鼎盛，人才辈出， 九人考中进士，其中六人入翰林。陈廷敬六世祖陈天祐为明嘉靖进士，官至都察院御史。伯父陈昌言为明崇祯进士，官至提督江南学政，陈昌言子陈元为顺治十六年进士，选庶吉士。陈廷敬二子陈豫朋为康熙三十三年进士，官至学政，三子陈壮履为康熙三十六年进士，侄子陈观颙、陈随贞，孙陈师俭均为进士。康熙年间，皇城陈氏为官者高达十六人。

## 相關文藝作品

### 影視作品
| 年份   | 劇名                     | 演員   | 剧中姓名 |
| 2001年 | 電視劇《康熙王朝》       | 陈斌   | 陳廷敬   |
| 2017年 | 電視劇《大清總督于成龍》 | 宗峰岩 | 陳廷敬   |
| 2018年 | 電視劇《一代名相陳廷敬》 | 陶澤如 | 陳廷敬   |

## 延伸阅读
[在维基数据编辑]
 《清史稿·卷267》，出自趙爾巽《清史稿》